# Nagasaki (stad)
Nagasaki (Japans: 長崎市, Nagasaki-shi) is een stad in de gelijknamige prefectuur Nagasaki in Japan. De stad ligt op het op twee na grootste eiland Kyushu. Op 1 juli 2018 had de stad 417.509 inwoners. De bevolkingsdichtheid bedroeg 1029 inw./km². De oppervlakte van de stad is 405,86 km². Sinds 1 april 1997 heeft Nagasaki de status van kernstad (中核市, chūkaku-shi).

## Geschiedenis

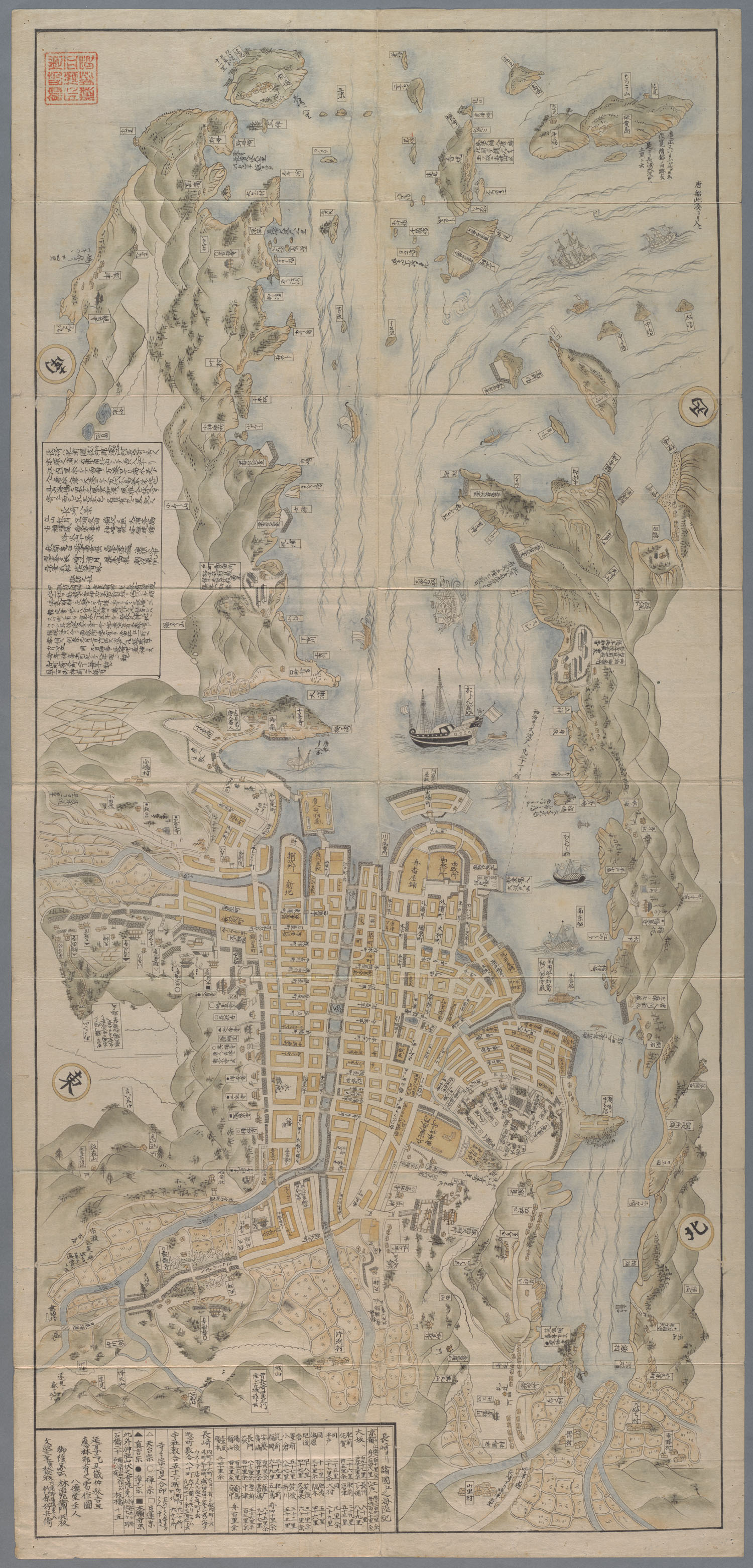
Nagasaki saikenzu (Gedetailleerd plan van Nagasaki), Hayashi Jiza'emon, publisher, 1830. Herdruk van Kaisei Nagasaki zu (Herzien plan van Nagasaki), 1745.

Nagasaki is vanouds een havenstad. In 1571 werd het een belangrijke haven voor de Portugezen, die in 1542 voor het eerst in Japan aan land waren gegaan. De Portugezen breidden langzaam hun positie uit en in 1580 was de haven in Portugese handen. Toyotomi Hideyoshi, hij slaagde erin Japan te verenigen, nam in 1588 de haven over van de lokale daimyō. In de baai van Nagasaki lag het kunstmatige eiland Dejima (ook Deshima gespeld), waar aanvankelijk de Portugezen en later de Nederlanders handel dreven met Japan.
Nagasaki was vanaf midden zestiende eeuw de stad waar de missie van de jezuïeten in Japan het meeste succes had. De shogun beval in 1614 de uitzetting van de missionarissen. Dat bevel werd maar gedeeltelijk uitgevoerd, maar vanaf 1623 werd een beleid gevoerd gericht op vernietiging van het christendom in het land. Omdat de Nederlanders geen andere intenties hadden dan handel drijven en hielpen bij het verjagen van andere christenen mochten zij op Dejima blijven varen. In 1720 werd het verbod op Nederlandse boeken opgeheven, waardoor honderden geleerden Nagasaki binnenstroomden om Europese wetenschap en kunst te bestuderen. Bijgevolg werd Nagasaki een belangrijk centrum van wat rangaku of "Nederlandkunde" werd genoemd. Van 1641 tot 1853 was de Nederlandse handel via Dejima het enige Europese contact met Japan.

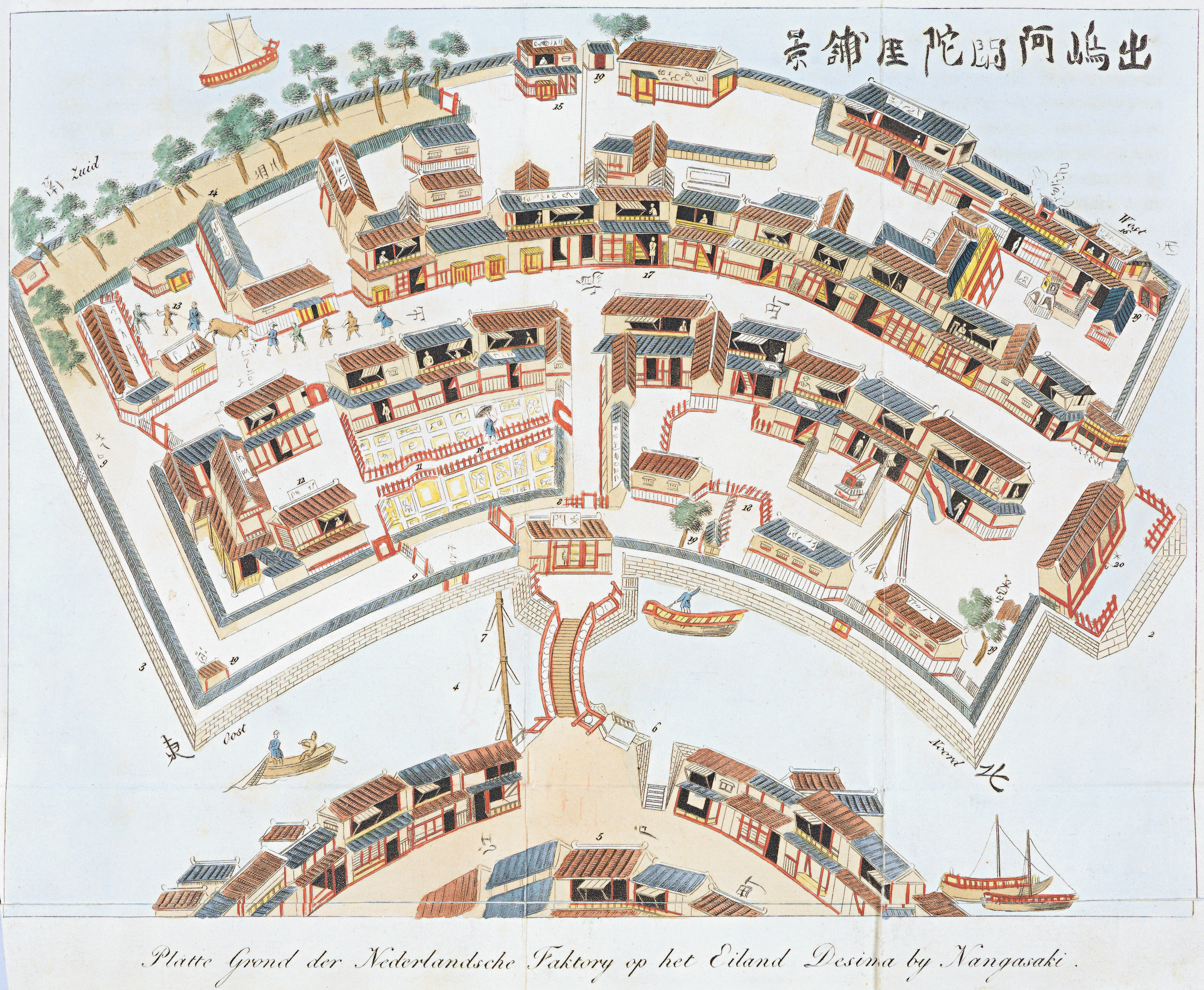
Dejima met de Nederlandse factorij, tussen 1824 en 1825
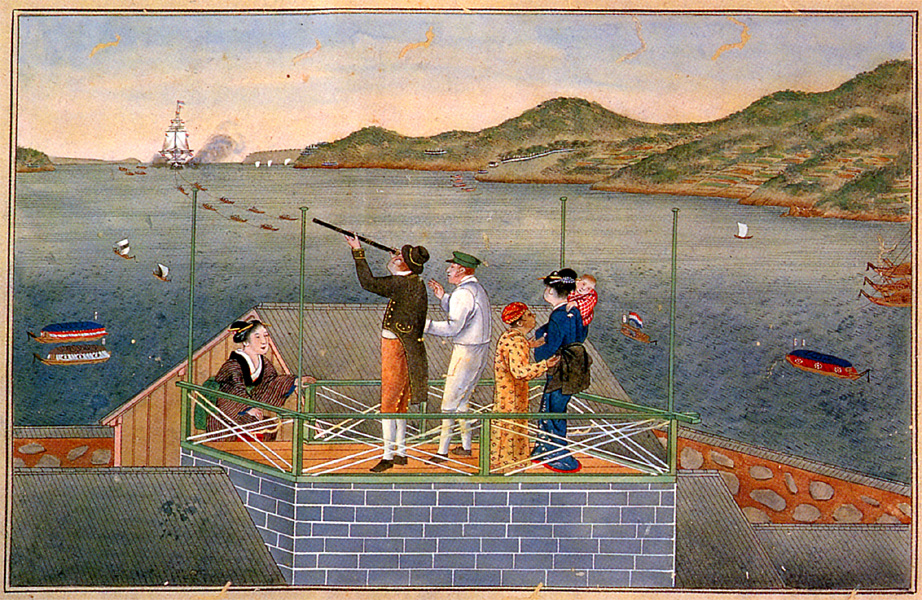
Siebold kijkt met Sonogi O-Taki (Kusumoto Taki) en dochter Kusumoto Ine toe als een Nederlands zeilschip de haven van Nagasaki wordt binnengeroeid, Kawahara Keiga, jaren 1820

### Tweede Wereldoorlog
Drie dagen na de atoombom op Hiroshima wierpen de Verenigde Staten op 9 augustus 1945 ook op Nagasaki een atoombom, genaamd Fat Man. Het doel van de bom was eigenlijk het verwoesten van de stad Kokura, maar deze stad was bewolkt en daarom ging men over naar het tweede doel, het industriële gebied van Nagasaki. De bom explodeerde 469 meter boven de voorstad Urakami en maakte in totaal bijna 150.000 slachtoffers (74.000 direct omgekomen doden en 75.000 gewonden). Nog jaren later eiste de ioniserende straling die vrijkwam uit de bom nog veel slachtoffers. Na deze tweede atoombom capituleerde Japan. De stad Nagasaki werd na de oorlog weer volledig opgebouwd.

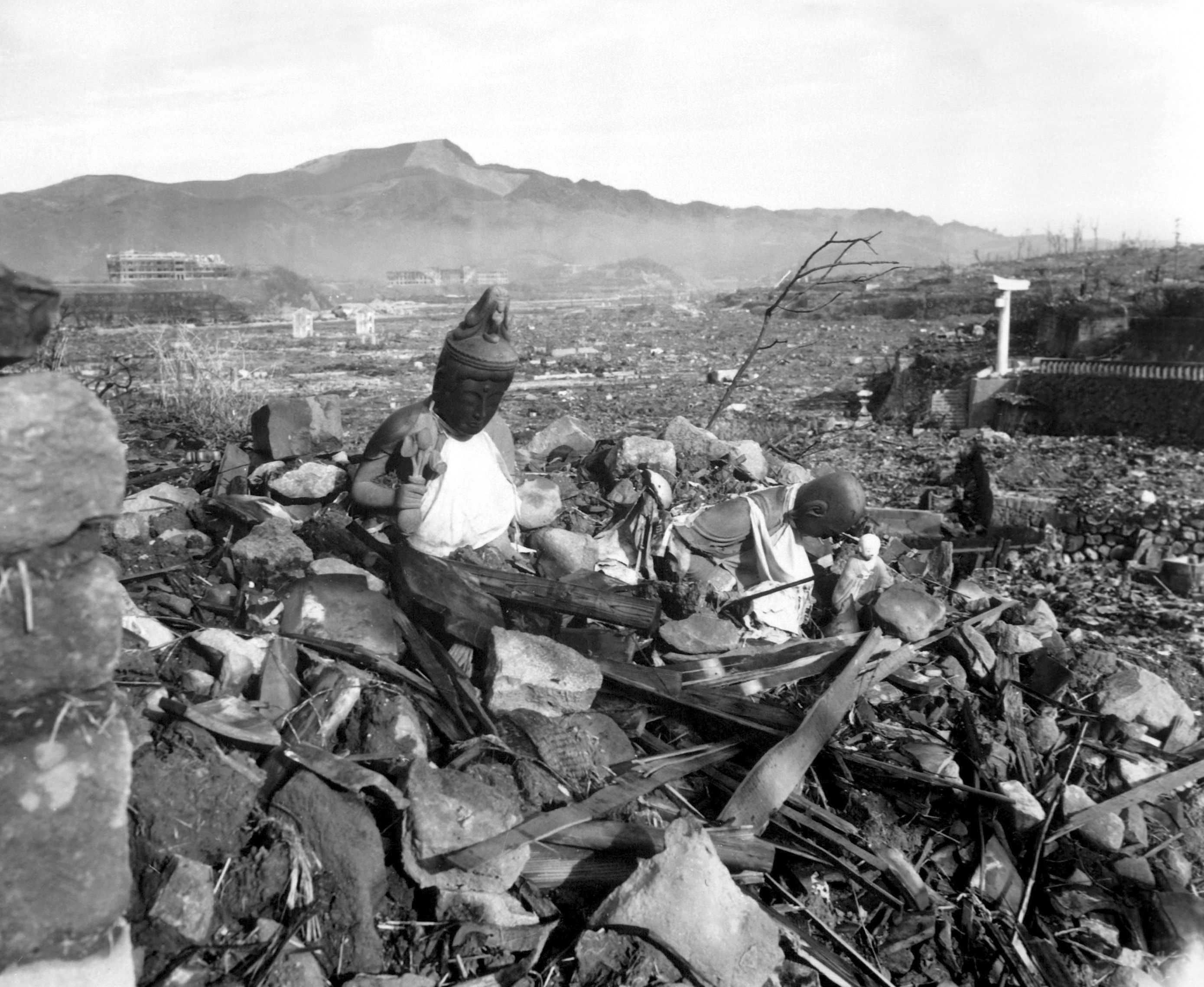
Een Japans rapport karakteriseerde Nagasaki als "een begraafplaats waar geen grafsteen meer rechtop stond." 24 september 1945
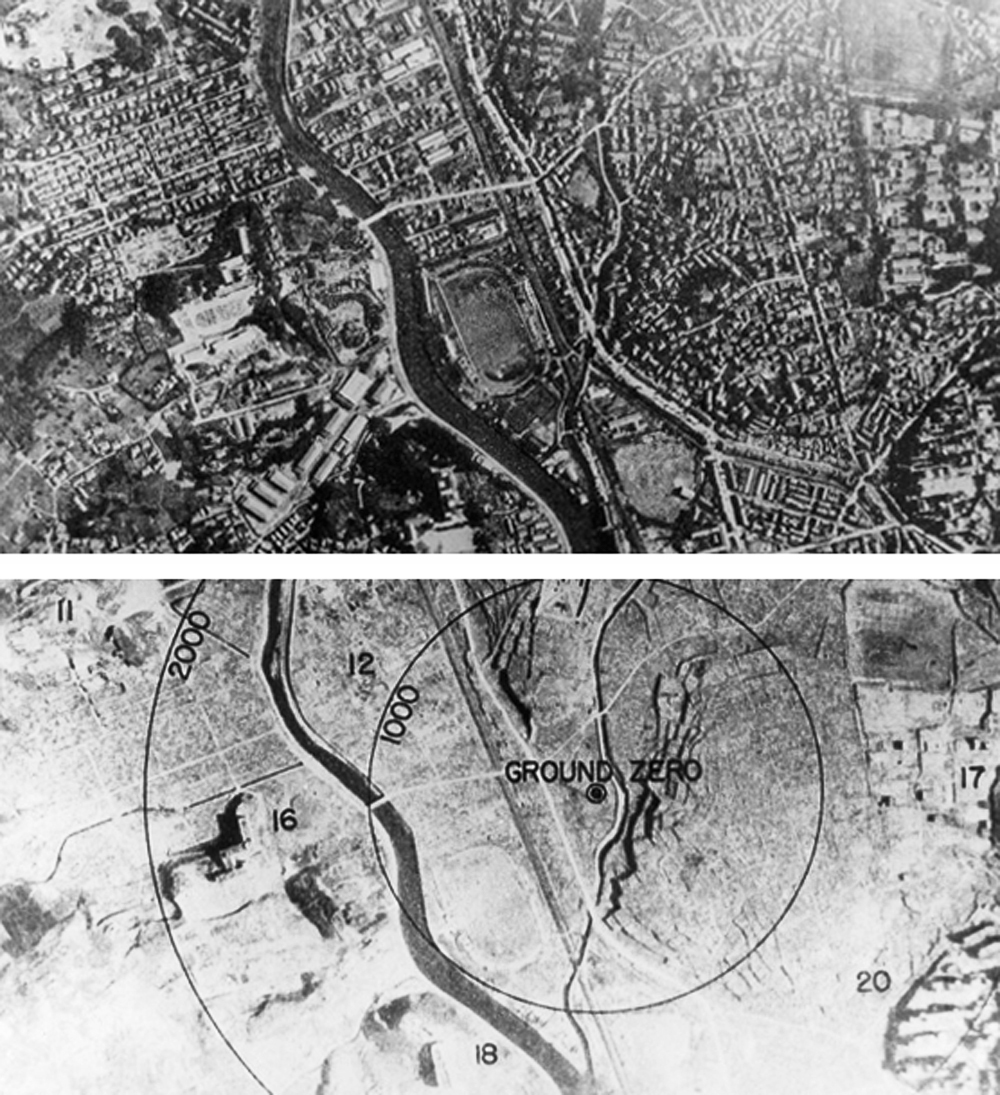
Nagasaki voor en na de atoombom.

### Heden
Op 17 april 2007 werd de 61-jarige burgemeester van de stad, Itchō Itō, nabij het treinstation van Nagasaki neergeschoten. Itō werd door twee kogels getroffen, en overleed later aan zijn verwondingen. Hij stond bekend als een vredesactivist en was tegen het gebruik van atoomwapens. De dader, Tetsuya Shiroo, was een leider van Suishin-kai, een groep gelieerd aan de Yamaguchi-gumi, het grootste Japanse misdaadsyndicaat. Het motief van de dader zou wraak zijn geweest omdat een auto door wegwerkzaamheden was beschadigd, waarop de gemeente weigerde een schadevergoeding te betalen. Daarnaast zou het gemeentebestuur van Nagasaki hebben geweigerd om zaken te doen met een bouwbedrijf dat nauwe banden onderhoudt met de Yamaguchi-gumi.

## Vredespark
Het Park van de Vrede is aangelegd ter herinnering aan de verwoesting van de stad in 1945 door de atoombom. Het is in 1955 dicht bij de ground zero van de explosie ingericht en is in 1978 uitgebreid met een beeldenpark, waar landen een vredessymbool kunnen plaatsen in de vorm van een monument of sculptuur.

## Monument voor de krijgsgevangenen
Sinds 2015 staat in Nagasaki het Fukuoka-2 monument, dat herinnert aan het Fukuoka-2 krijgsgevangenkamp uit de Tweede Wereldoorlog, waarin naast Britten, Amerikanen en Australiërs ook 41 Nederlandse krijgsgevangenen om het leven kwamen.

## Stedenband
- Middelburg (Nederland)[4]
- Leiden (Nederland)

## Bekende inwoners van Nagasaki

### Geboren
- Kazuo Ishiguro (1954), Japans-Engels auteur en Nobelprijswinnaar (2017)
- Maya Yoshida (1989), voetballer
- Seiya Maikuma (1997), voetballer

### Woonachtig (geweest)
- Philipp Franz von Siebold (1796-1866), Duits geneesheer
- Takashi Nagai (1908-1951), arts en schrijver

## Galerij

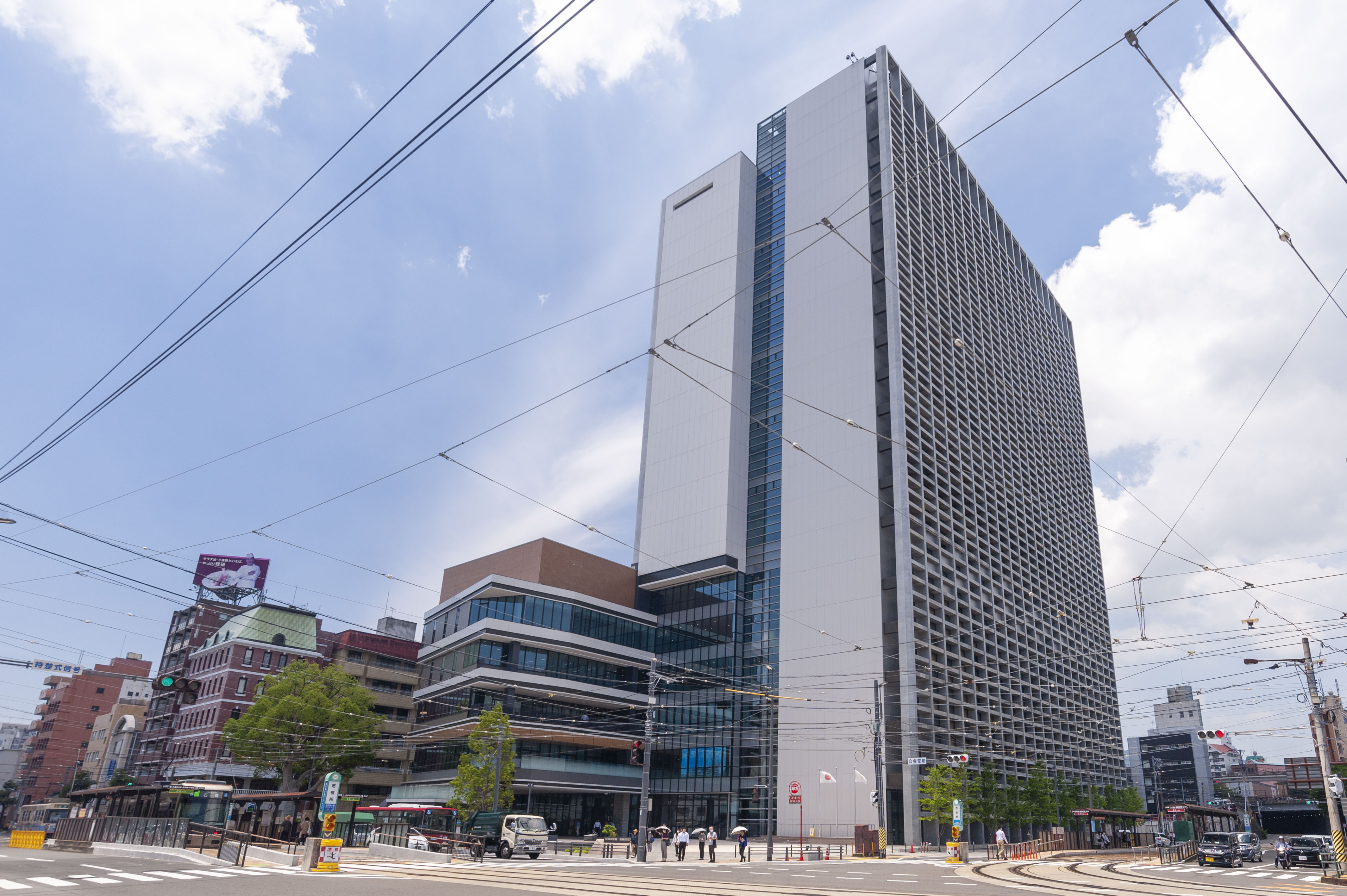
Het stadhuis van Nagasaki
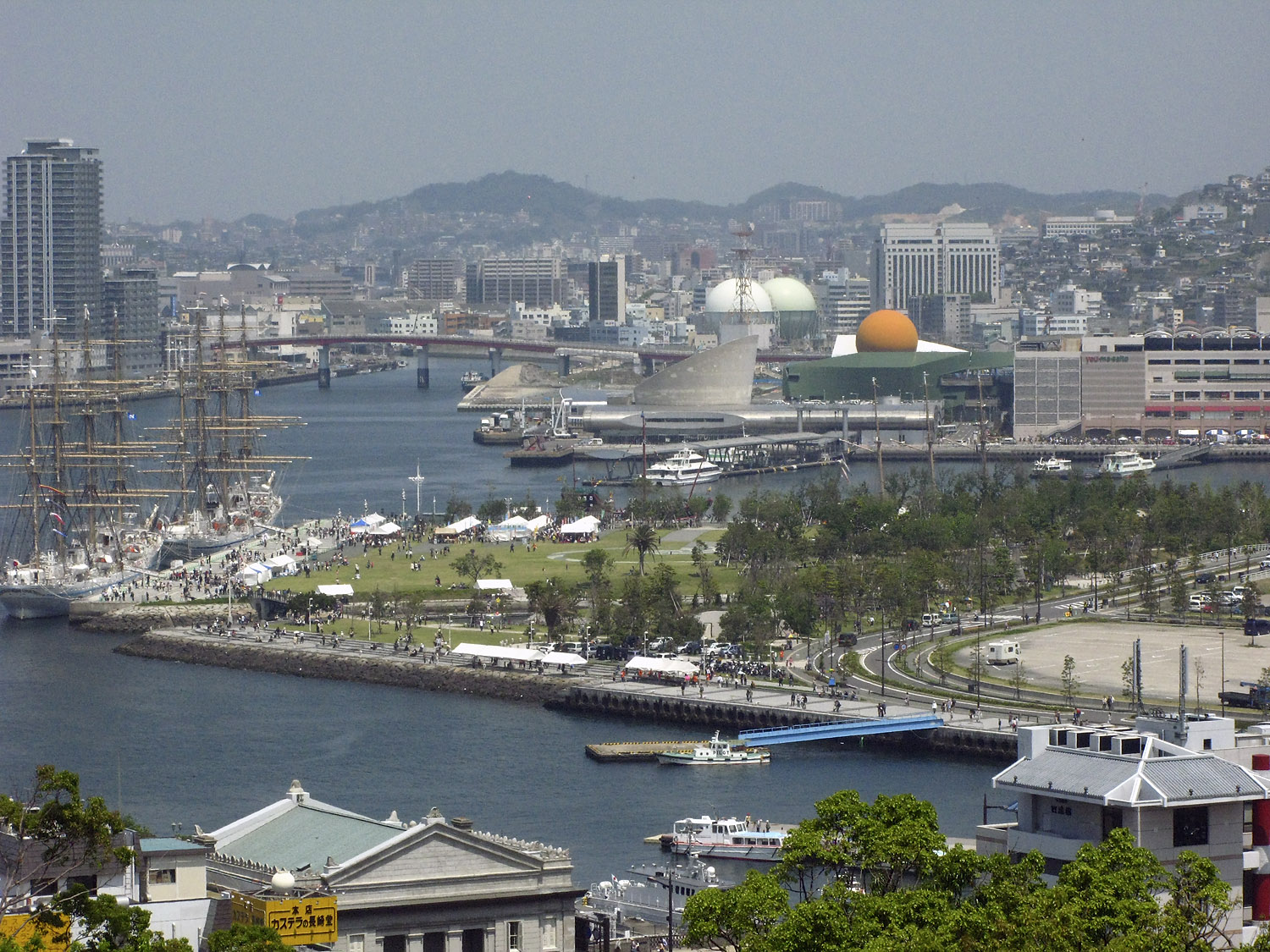
Zicht op Nagasaki
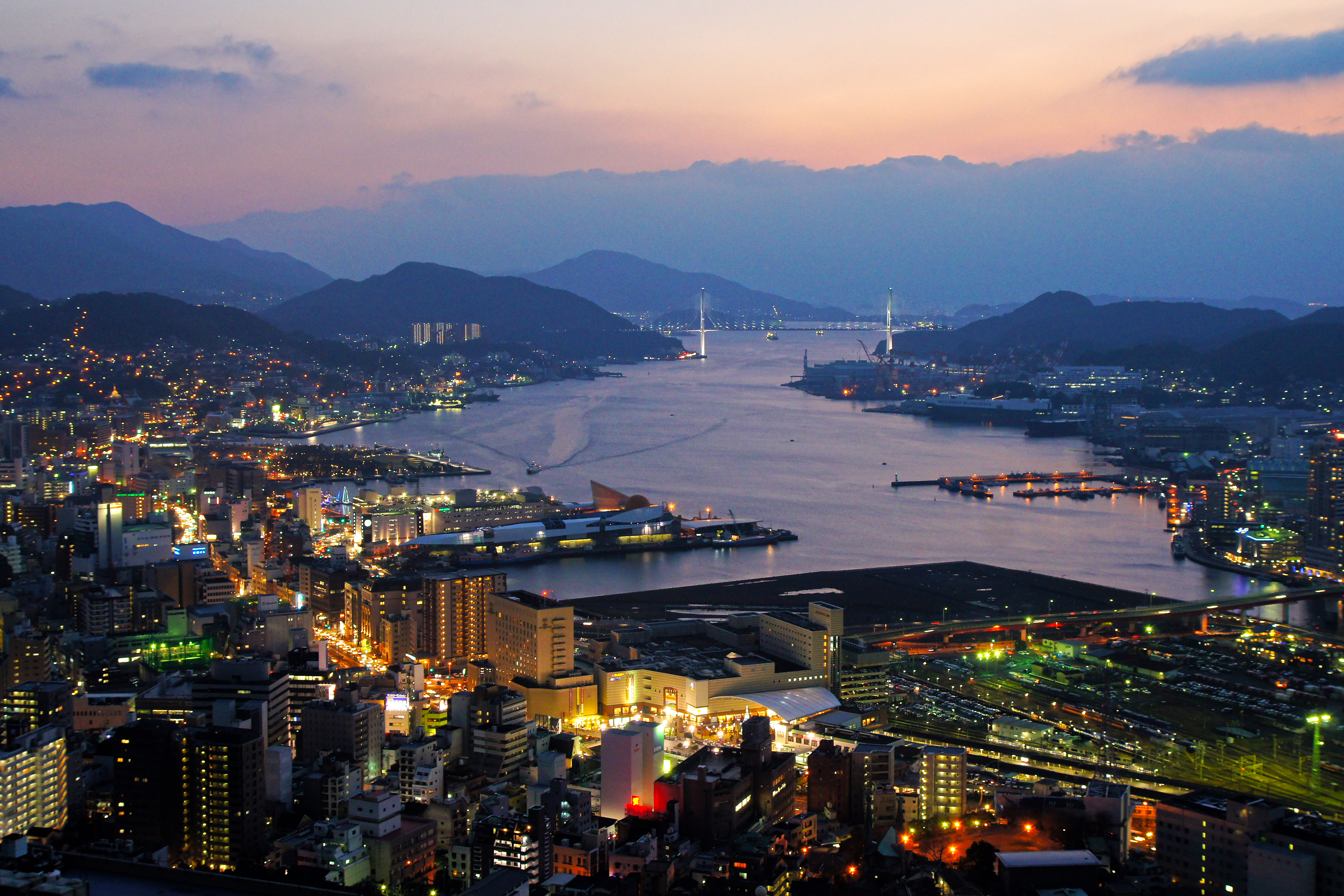
Nachtzicht op Nagasaki